# 跷脚牛肉

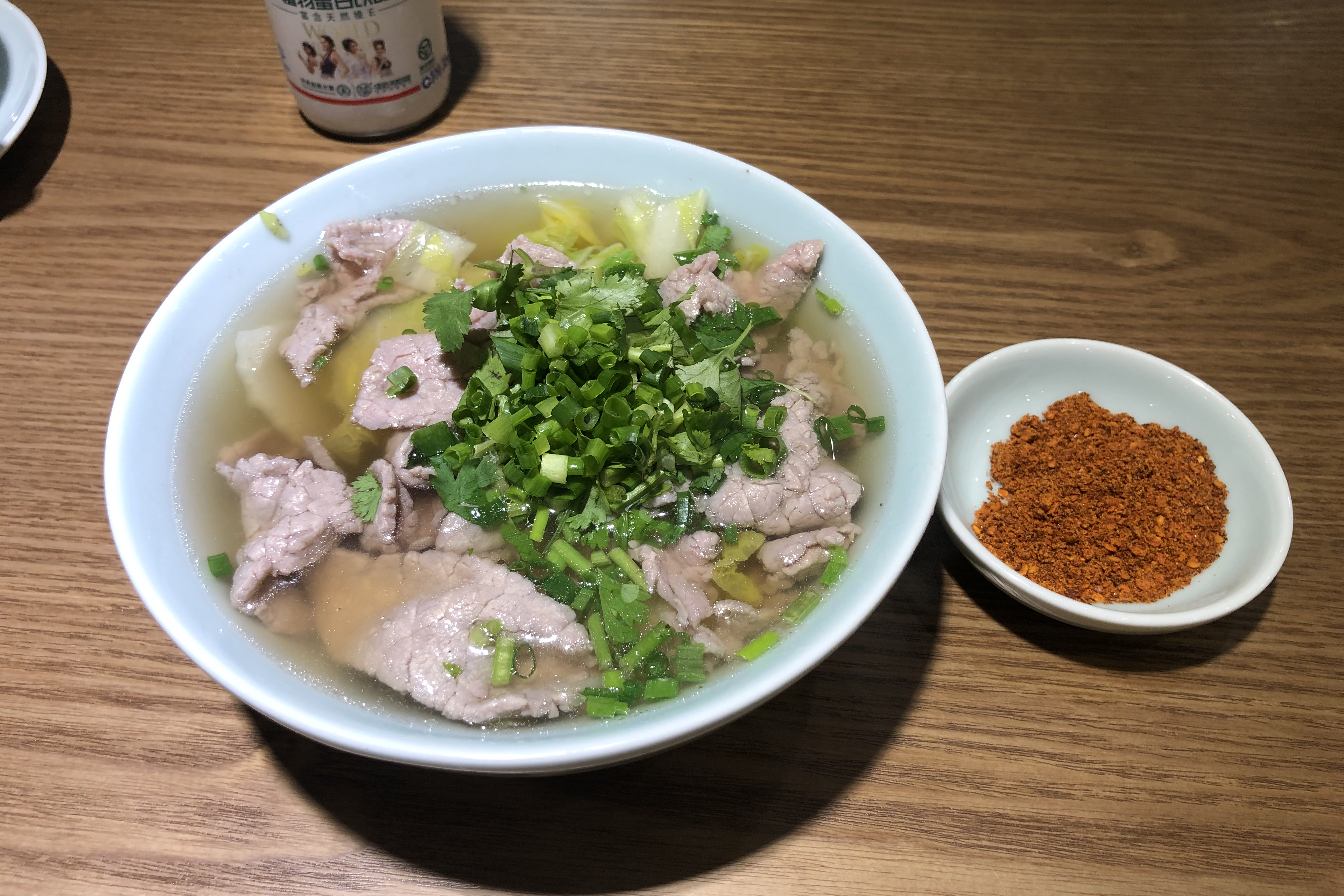
北京一间餐厅的跷脚牛肉，旁边的辣椒面为牛肉蘸料

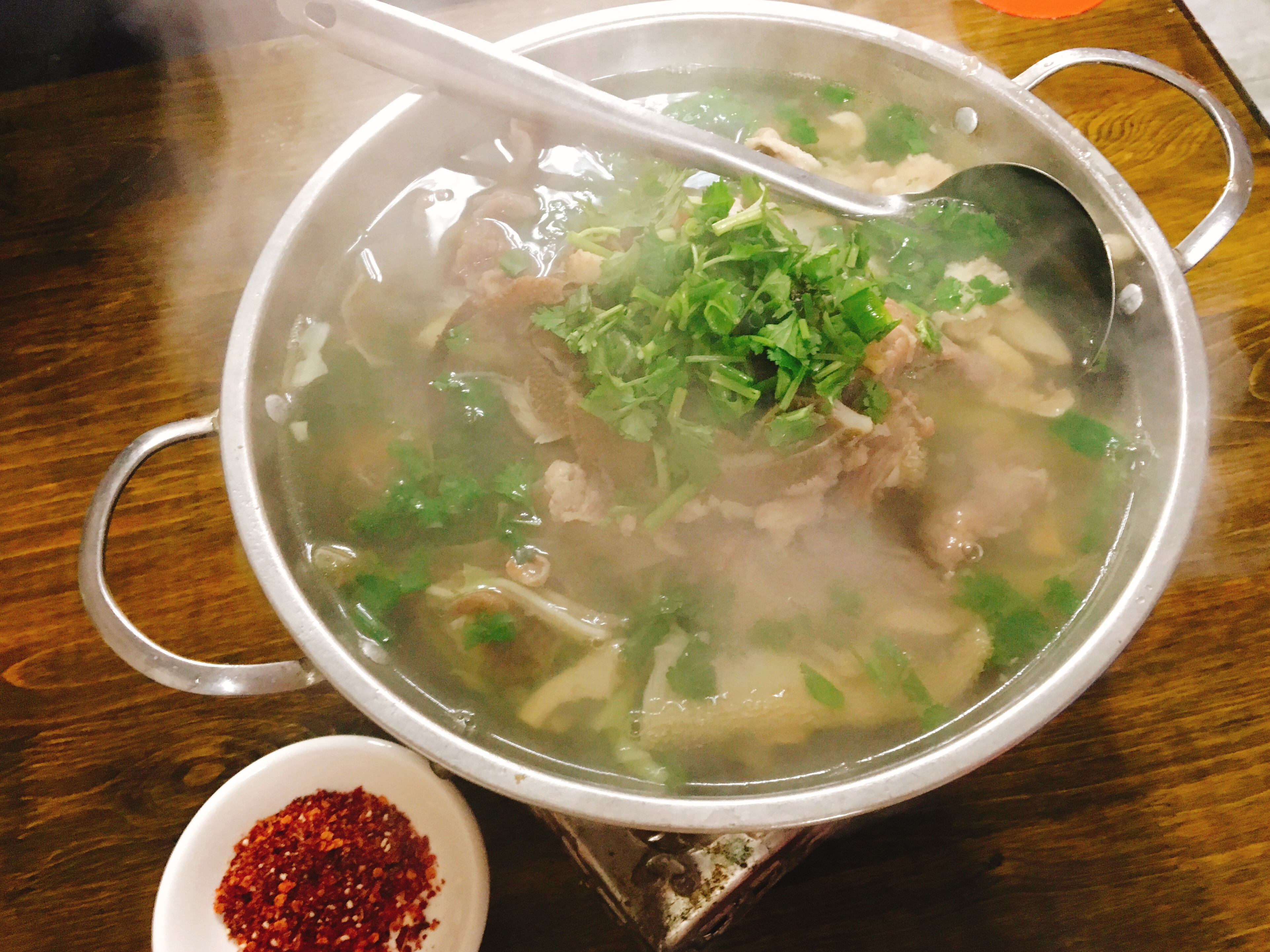
包括牛肉和牛杂的大锅跷脚牛肉

跷脚牛肉，发源于四川省乐山市市中区的苏稽镇和杨湾乡附近。

## 历史
1930年代的中國，当时的百姓缺衣少食，贫穷且大多数人的身体都很虚弱，有一位姓罗的老中医看见于心不忍，就采集草药，支起一口大锅熬药汤，以此帮助附近的群众。其间他看见富裕的人家把牛的内脏去除不吃，扔在地上，觉得实在可惜，就拾起，随后将其放在锅里和着中草药一起煮，他发现煮出来的汤味道鲜美，且加上草药能治病防病，遂以此出名。附近的群众听说以后，就都到他家吃这种便宜的食物，因附近群众文化程度不高，文明素质也不高，有人翘着二郎腿吃这个食物，遂大家称其为“跷脚牛肉”。